# Peter O’Leary (játékvezető)
Peter O’Leary (Hometown, 1972. március 3. –) új-zélandi nemzetközi labdarúgó-játékvezető.

## Pályafutása

### Nemzeti játékvezetés
A játékvezetésből 1994-ben vizsgázott, 1999-ben lett az New Zealand Football Championship valamint az A-League játékvezetője.

### Nemzetközi játékvezetés
Az Új-zélandi labdarúgó-szövetség (NZ) Játékvezető Bizottsága (JB) terjesztette fel nemzetközi játékvezetőnek, a Nemzetközi Labdarúgó-szövetség (FIFA) 2003-tól tartotta nyilván bírói keretében. Több nemzetek közötti válogatott és klubmérkőzést vezetett. 
| Időpont          | Helyszín                 | Mérkőzés típusa          | Mérkőzés                    |
| ---------------- | ------------------------ | ------------------------ | --------------------------- |
| 2004. október 9. | Nemzeti Stadion, Honiara | első válogatott mérkőzés | Salamon-szigetek–Ausztrália |

Az Premiership ligában vendégeskedett, amikor az Aston Villa FC–Sunderland AFC találkozón 4. játékvezetőnek osztották be. Társa, az egyik partbíró, Steve Bennett megsérült és helyét vette át az oldalvonal mellett.

#### Világbajnokság
Kanada a 16., 2007-es U20-as labdarúgó-világbajnokságot, Egyiptom a 17., 2009-es U20-as labdarúgó-világbajnokságot, Kolumbia a 18., 2011-es U20-as labdarúgó-világbajnokságot valamint Törökország a 19., U20-as labdarúgó-világbajnokságot rendezte, ahol a FIFA JB játékvezetőként foglalkoztatta.

##### 2007-es U20-as labdarúgó-világbajnokság
| Időpont         | Helyszín                              | Mérkőzés típusa              | Mérkőzés           | Eredmény | Nézők száma |
| --------------- | ------------------------------------- | ---------------------------- | ------------------ | -------- | ----------- |
| 2007. július 1. | Royal Athletic Park Stadion, Victoria | csoportmérkőzés (F. csoport) | Nigéria–Costa Rica | 1 : 0    | 11 500      |
| 2007. július 4. | Swangard Stadion, Burnaby             | csoportmérkőzés (B. csoport) | Uruguay–Jordánia   | 1 : 0    | 10 000      |

##### 2009-es U20-as labdarúgó-világbajnokság
| Időpont              | Helyszín                    | Mérkőzés típusa              | Mérkőzés                             | Eredmény | Nézők száma |
| -------------------- | --------------------------- | ---------------------------- | ------------------------------------ | -------- | ----------- |
| 2009. szeptember 28. | Nemzetközi Stadion, Kairó   | csoportmérkőzés (A. csoport) | Olaszország–Trinidad és Tobago       | 2 : 1    | 57 164      |
| 2009. október 3.     | Városi Stadion, Alexandria  | csoportmérkőzés (F. csoport) | Magyarország–Egyesült Arab Emírségek | 2 : 0    | 9 000       |
| 2009. október 6.     | Központi Stadion, Iszmailia | egyik nyolcaddöntő           | Ghána–Dél-Afrika                     | 2 : 1    | 10 000      |

##### 2011-es U20-as labdarúgó-világbajnokság
| Időpont             | Helyszín                            | Mérkőzés típusa              | Mérkőzés               | Eredmény | Nézők száma |
| ------------------- | ----------------------------------- | ---------------------------- | ---------------------- | -------- | ----------- |
| 2011. július 30.    | El Campín Stadion, Bogotá           | csoportmérkőzés (A. csoport) | Kolumbia–Franciaország | 4 : 1    | 32 257      |
| 2011. augusztus 3.  | Palogrande Stadion, Manizales       | csoportmérkőzés (C. csoport) | Ecuador–Spanyolország  | 0 : 2    |             |
| 2011. augusztus 13. | Jaime Morón León Stadion, Cartagena | egyik negyeddöntő            | Portugália–Argentína   | 0 : 0    | 15 946      |

##### 2013-as U20-as labdarúgó-világbajnokság
| Időpont          | Helyszín                        | Mérkőzés típusa              | Mérkőzés              | Eredmény | Nézők száma |
| ---------------- | ------------------------------- | ---------------------------- | --------------------- | -------- | ----------- |
| 2013. június 22. | Kamil Ocak Stadion, Gaziantep   | csoportmérkőzés (D. csoport) | Mexikó–Görögország    | 1 – 2    | 3000        |
| 2013. június 27. | Türk Telekom Stadion, Isztambul | csoportmérkőzés (B. csoport) | Ciprus–Észak-Írország | 0 – 1    | 7511        |

---
A világbajnoki döntőhöz vezető úton Dél-Afrikába a XIX., a 2010-es labdarúgó-világbajnokságra és Brazíliába a XX., a 2014-es labdarúgó-világbajnokságra a FIFA JB bíróként alkalmazta.

##### 2010-es labdarúgó-világbajnokság
2008-ban a FIFA JB bejelentette, hogy a Dél-afrikai rendezésű világbajnokság 54 lehetséges játékvezetőjének átmeneti listájára jelölte. Az első rostálást követő 38-as, szűkítette keretben is maradt a jelöltek között. A kiválasztottak mindegyike részt vett több szakmai szemináriumon. A végleges listát különböző technikai, fizikai, pszichológiai és egészségügyi tesztek teljesítése, valamint  különböző erősségű összecsapásokon mutatott teljesítmények alapján állították össze. A FIFA 2010. február 5-én kijelölte a (június 11.-július 11.) közötti dél-afrikai világbajnokságon közreműködő harminc játékvezetőt, akik között társával, Michael Hesterrel ott lehetett. Az érintettek március 2-6. között a Kanári-szigeteken vettek részt szemináriumon, ezt megelőzően február 26-án Zürichben orvosi vizsgálaton kellett megjelenniük. A tornán Mike Hester kapott mérkőzést, neki be kellett érni a tartalék bíró szerepkörével.

###### Selejtező mérkőzés
| Időpont              | Helyszín                  | Mérkőzés típusa          | Mérkőzés                     | Eredmény | Nézők száma |
| -------------------- | ------------------------- | ------------------------ | ---------------------------- | -------- | ----------- |
| 2007. november 17.   | Govind Park Stadion, Ba   | (2. kör-, első mérkőzés) | Fidzsi-szigetek–Új-Kaledonia | 3 : 3    | 1 500       |
| 2008. szeptember 10. | Korman Stadion, Port Vila | (2. kör-, 2. mérkőzés)   | Vanuatu–Fidzsi-szigetek      | 2 : 1    | 1 200       |

##### 2014-es labdarúgó-világbajnokság
2012-ben a FIFA JB bejelentette, hogy a brazil labdarúgó-világbajnokság lehetséges játékvezetőinek átmeneti listájára jelölte. A kiválasztottak mindegyike részt vett több szakmai szemináriumon. A FIFA JB 25 bírót és segítőiket, valamint kilenc tartalék bírót és melléjük egy-egy asszisztenst nevezett meg. A végleges listát különböző technikai, fizikai, pszichológiai és egészségügyi tesztek teljesítése, valamint  különböző erősségű összecsapásokon mutatott teljesítmények alapján állították össze.

###### Selejtező mérkőzés
| Időpont            | Helyszín                            | Mérkőzés típusa           | Mérkőzés                      | Eredmény | Nézők száma |
| ------------------ | ----------------------------------- | ------------------------- | ----------------------------- | -------- | ----------- |
| 2011. november 22. | Toleafoa J.S. Blatter Stadion, Apia | előselejtező (1. forduló) | Cook-szigetek–Szamoa          | 2 : 3    | 600         |
| 2011. november 26. | Toleafoa J.S. Blatter Stadion, Apia | előselejtező (1. forduló) | Szamoa–Amerikai Szamoa        | 1 : 0    |             |
| 2012. október 12.  | Lawson Tama Stadion, Honiara        | előselejtező (3. forduló) | Salamon-szigetek–Új-Kaledónia | 2 : 6    | 8 000       |

###### Világbajnoki mérkőzés
| Időpont          | Helyszín                 | Mérkőzés típusa              | Mérkőzés                    | Eredmény | Nézők száma |
| ---------------- | ------------------------ | ---------------------------- | --------------------------- | -------- | ----------- |
| 2014. június 21. | Pantanal Stadion, Cuiabá | csoportmérkőzés (F. csoport) | Nigéria–Bosznia-Hercegovina | 1 – 0    | 40 499      |

#### OFC-nemzetek kupája
Az OFC által szervezett 8., a 2008-as OFC-nemzetek kupája tornának nem volt állandó helyszíne. A torna egyben a 2010-es labdarúgó-világbajnokság selejtezője volt. Salamon-szigetek rendezte a 9., a 2012-es OFC-nemzetek kupája tornát, ahol az OFC JB meghívására bíróként szolgálta a labdarúgást. A 2008-as OFC-nemzetek kupája egyben a 2010-es labdarúgó-világbajnokság selejtezője is volt.

##### 2012-es  OFC-nemzetek kupája
| Időpont          | Helyszín                     | Mérkőzés típusa        | Mérkőzés                | Eredmény |
| ---------------- | ---------------------------- | ---------------------- | ----------------------- | -------- |
| 2012. június 1.  | Lawson Tama Stadion, Honiara | selejtező (A. csoport) | Vanuatu–Új-Kaledónia    | 2 : 5    |
| 2012. június 5.  | Lawson Tama Stadion, Honiara | selejtező (A. csoport) | Tahiti–Vanuatu          | 4 : 1    |
| 2012. június 8.  | Lawson Tama Stadion, Honiara | egyik elődöntő         | Tahiti–Salamon-szigetek | 1 : 0    |
| 2012. június 10. | Lawson Tama Stadion, Honiara | döntő                  | Tahiti–Új-Kaledónia     | 1 : 0    |

#### Olimpia
A 2012. évi nyári olimpiai játékok labdarúgó tornájára a FIFA JB bírói szolgálatra hívta meg.
| Időpont          | Helyszín                         | Mérkőzés típusa        | Mérkőzés                        | Eredmény | Nézők száma |
| ---------------- | -------------------------------- | ---------------------- | ------------------------------- | -------- | ----------- |
| 2012. július 26. | Old Trafford Stadion, Manchester | selejtező (A. csoport) | Egyesült Arab Emírségek–Uruguay | 1 : 2    | 51 745      |

#### Nemzetközi kupamérkőzések
Vezetett Kupa-döntők száma: 1.

##### FIFA-klubvilágbajnokság
Japán a 4., a 2007-es FIFA-klubvilágbajnokságot, az 5., a 2008-as FIFA-klubvilágbajnokságot, a 8., a 2011-es FIFA-klubvilágbajnokságot valamint a 9., a 2012-es FIFA-klubvilágbajnokságot, az Egyesült Arab Emírségek a 6., a 2009-es FIFA-klubvilágbajnokságot rendezte, ahol a FIFA JB bíróként foglalkoztatta.

###### 2007-es FIFA klub-világbajnokság
| Időpont            | Helyszín                     | Mérkőzés típusa | Mérkőzés                                      | Eredmény | Nézők száma |
| ------------------ | ---------------------------- | --------------- | --------------------------------------------- | -------- | ----------- |
| 2007. december 16. | Nemzetközi Stadion, Jokohama | bronzmérkőzés   | Étoile du Sahel (tunéziai)–Urava Red Diamonds | 2 : 2    | 53 363      |

###### 2008-as FIFA-klubvilágbajnokság
| Időpont            | Helyszín                     | Mérkőzés típusa | Mérkőzés                              | Eredmény | Nézők száma |
| ------------------ | ---------------------------- | --------------- | ------------------------------------- | -------- | ----------- |
| 2008. december 18. | Nemzetközi Stadion, Jokohama | 5. helyért      | Al-Ahli–Adelaide United FC (ausztrál) | 0 : 1    | 35 154      |

###### 2009-es FIFA-klubvilágbajnokság
| Időpont            | Helyszín                              | Mérkőzés típusa   | Mérkőzés                                             | Eredmény | Nézők száma |
| ------------------ | ------------------------------------- | ----------------- | ---------------------------------------------------- | -------- | ----------- |
| 2009. december 11. | Mohammed Bin Zayed Stadion, Abu-Dzabi | egyik negyeddöntő | TP Mazembe (kongói DK)–Phohang Steelers (Dél-koreai) | 1 : 2    | 9 627       |

###### 2011-es FIFA-klubvilágbajnokság
| Időpont            | Helyszín               | Mérkőzés típusa   | Mérkőzés                           | Eredmény | Nézők száma |
| ------------------ | ---------------------- | ----------------- | ---------------------------------- | -------- | ----------- |
| 2011. december 11. | Tojota Stadion, Tojota | egyik negyeddöntő | Kasiva Reysol (japán)–CF Monterrey | 1 : 1    | 27 525      |

###### 2012-es FIFA-klubvilágbajnokság
| Időpont            | Helyszín                     | Mérkőzés típusa | Mérkőzés             | Eredmény | Nézők száma |
| ------------------ | ---------------------------- | --------------- | -------------------- | -------- | ----------- |
| 2012. december 16. | Nemzetközi Stadion, Jokohama | bronzmérkőzés   | Al-Ahly–CF Monterrey | 0 : 2    | 56 301      |

###### OFC Bajnokok Ligája
| Időpont         | Helyszín                      | Mérkőzés típusa | Mérkőzés                                                  | Eredmény | Nézők száma |
| --------------- | ----------------------------- | --------------- | --------------------------------------------------------- | -------- | ----------- |
| 2013. május 19. | Mount Smart Stadion, Auckland | döntő           | Waitakere United (Új-Zéland)–Auckland City FC (Új-Zéland) | 1 – 2    | 3000        |